# Mount Fraser, Alberta
Mount Fraser är ett berg i Kanada.   Det ligger i provinsen Alberta, i den centrala delen av landet, 3 200 km väster om huvudstaden Ottawa. Toppen på Mount Fraser är 3 313 meter över havet. Mount Fraser ingår i The Ramparts.
Terrängen runt Mount Fraser är bergig åt sydväst, men åt nordost är den kuperad. Trakten runt Mount Fraser är nära nog obefolkad, med mindre än två invånare per kvadratkilometer.. Det finns inga samhällen i närheten. 
Trakten runt Mount Fraser består i huvudsak av gräsmarker.